# Сантьяго-Мільяс
Сантьяго-Мільяс (ісп. Santiago Millas) — муніципалітет в Іспанії, у складі автономної спільноти Кастилія-і-Леон, у провінції Леон. Населення — 347 осіб (2010).
Муніципалітет розташований на відстані близько 300 км на північний захід від Мадрида, 50 км на південний захід від Леона.
На території муніципалітету розташовані такі населені пункти: (дані про населення за 2010 рік)
- Моралес-дель-Арседіано: 47 осіб
- Отеруело-де-ла-Вальдуерна: 21 особа
- П'єдральба: 41 особа
- Сантьяго-Мільяс: 128 осіб
- Вальдеспіно: 110 осіб

## Демографія
Динаміка населення (INE ):